# Самервил (Алабама)
Самервил (енгл. Somerville) град је у америчкој савезној држави Алабама. По попису становништва из 2010. у њему је живело 724 становника.

## Демографија
Према попису становништва из 2010. у граду је живело 724 становника, што је 377 (108,6%) становника више него 2000. године.
| Група             | 2000.       | 2010.       |
| Белци             | 316 (91,1%) | 681 (94,1%) |
| Афроамериканци    | 20 (5,8%)   | 24 (3,3%)   |
| Азијати           | 0 (0,0%)    | 0 (0,0%)    |
| Хиспаноамериканци | 2 (0,6%)    | 1 (0,1%)    |
| Укупно            | 347         | 724         |